# Cyriogonus rutenbergi
Cyriogonus rutenbergi är en spindelart som först beskrevs av Karsch 1881.  Cyriogonus rutenbergi ingår i släktet Cyriogonus och familjen krabbspindlar.
Artens utbredningsområde är Madagaskar. Inga underarter finns listade i Catalogue of Life.